# Stephan Louw
Stephan Louw (* 26. Februar 1975 in Südwestafrika) ist ein ehemaliger namibischer Leichtathlet, der vor allem im Weitsprung antrat. Er hielt von 2008 bis 2023 den namibischen Rekord.
Louw nahm an den Commonwealth Games 1998 (9. Platz) und an den Olympischen Spielen 2000 in Sydney sowie 2008 in Peking (13. Platz) teil. 2008 gewann er bei den Leichtathletik-Afrikameisterschaften in Addis Abeba die Bronzemedaille.

## Persönliche Rekorde
- Weitsprung: 8,24 m (+ 0,4 m/s), 12. Januar 2008, Germiston
- 100 m: 10,48 s (+ 1,8 m/s), 27. Januar 2001, Pietersburg